# 张传伟
张传伟（？年—），华人物理学家，美国德州大学达拉斯分校物理系教授，美国物理学会会士。主要研究拓扑凝聚态物理、超冷原子气体、量子计算。

## 生平
1995年进入中国科学技术大学少年班，2000年毕业。随后赴美留学，师从美国德州大学奥斯汀分校牛谦教授，2005年获得博士学位。2006年至2008年在马里兰大学帕克分校做博士后, 合作导师为桑卡尔·达斯·萨尔马教授。2008年，他到华盛顿州立大学任教，担任物理系助理教授。2012年加入德州大学达拉斯分校，任副教授。2016年升任教授。2017年，他被选为美国物理学会会士。